# Wojownicze Żółwie Ninja III
Wojownicze Żółwie Ninja III (ang. Teenage Mutant Ninja Turtles III) – amerykańsko-hongkoński przygodowy film akcji z 1993 roku, zrealizowany na podstawie serii komiksów o Wojowniczych Żółwiach Ninja. Zdjęcia kręcono w stanie Oregon (m.in. w Astorii).
W 1993 roku powstał dubbing do polskiej wersji filmu i był wyświetlany tylko w kinach. Na kasetach VHS, DVD i w telewizji film został opatrzony wersją lektorską lub z napisami.

## Opis fabuły
Cztery żółwie – Leonardo, Raphael, Michaelangelo i Donatello wybierają się do Japonii. Podczas wyprawy cofają się w czasie i trafiają w czasy samurajów, żeby się zmierzyć z wrogami i wrócić do Nowego Jorku.

## Obsada
- Paige Turco – April O’Neil
- Elias Koteas – 
  - Casey Jones,
  - Whit
- David Fraser – Michaelangelo
- Robbie Rist – Michaelangelo (głos)
- Mark Caso – Leonardo
- Brian Tochi – Leonardo (głos)
- Matt Hill – Raphael
- Tim Kelleher – Raphael (głos)
- Jim Raposa – Donatello
- Corey Feldman – Donatello (głos)
- Stuart Wilson – Walker
- John Aylward – Niles
- Sab Shimono – Lord Norinaga
- Vivian Wu – Mitsu
- Henry Hayashi – Kenshin
- Travis A. Moon – Yoshi
- James Murray – Splinter
- Mak Takano – gwardzista #1
- Steve Akahoshi – gwardzista #2
- Kent Kim – gwardzista #3
- Ken Kensei – gwardzista #4

## Wersja polska
- Wersja polska: Studio Opracowań Filmów w Warszawie
- Reżyseria: Miriam Aleksandrowicz
- Dialogi: Elżbieta Łopatniukowa
- Dźwięk: Jerzy Januszewski
- Montaż: Halina Ryszowiecka
- Kierownik produkcji: Andrzej Oleksiak
- W wersji polskiej udział wzięli:
  - Tomasz Krupa
  - Rafał Sisicki